# ルイサ・ホートン
ルイサ・ホートン（Louisa Hawton、1985年3月9日 - ）は、オーストラリアのプロボクサーである。元WBO女子世界ライトフライ級王者、元WBC女子世界アトム級暫定王者。

## 人物・来歴
母はフィリピン人。
2014年3月1日、プロデビュー戦を判定勝利。
2016年8月20日、日本の兵庫県三田市駒ヶ谷運動公園体育館にてプロ7戦目で竹中佳とのWBO女子世界ライトフライ級王座決定戦に挑み、最終回でダウンを奪い3-0（96-93、97-92、98-91）で世界王座獲得。しかし、ライトフライ級は105lbs - 108lbsに対し、ホートンは102lbsしかなかったため、王座を即返上し、一階級下であるミニマム級の王者であった江畑佳代子への挑戦を目指していた。
2018年2月24日、アメリカデビュー戦でアナイ・トーレスとのWBC女子インターナショナルライトフライ級王座決定戦に挑むが、判定で初黒星。
2018年9月8日、ブレンダ・フローレスとのWBC女子世界アトム級暫定王座決定戦に挑むが、1-2判定で敗れる。
2019年12月7日、ロレーヌ・ヴィラロボスとのWBC女子世界アトム級暫定王座決定戦に挑み、3-0判定で勝利し2階級制覇達成。
現在は2児の母親でありアメリカ在住

## 戦績
- プロ：12戦10勝5KO2敗

## 獲得タイトル
- WBO女子世界ライトフライ級王座
- WBC女子世界アトム級暫定王座